# Golina Wielka
Golina Wielka – wieś w Polsce położona w województwie wielkopolskim, w powiecie rawickim, w gminie Bojanowo.

## Historia
Miejscowość pierwotnie związana była z Wielkopolską. Ma metrykę średniowieczną i istnieje co najmniej od początku XIV wieku. Wymieniona w 1310 pod nazwą Golin, 1393 Goline, 1396 Golina, 1400 Golena, 1406 Golini, 1410 Antiqua Golina, 1432 Magna Golina, 1464 Maior Golynya, 1466 Golynowa, 1490 Golynya, 1514 Maius Golyna, 1527 Maior Golyno, Golyno, 1561 Wielga Golyna.
Miejscowość była wsią prywatną należącą do lokalnej szlachty wielkopolskiej Zawadzkich oraz Golińskich, którzy od nazwy wsi utworzyli swoje odmiejscowe nazwisko. W 1310 miejscowość leżała w dystrykcie ponieckim, a w 1467 powiecie kościańskim Korony Królestwa Polskiego. W 1410 należała do parafii Poniec, a w 1581 do parafii Gołaszyn.
Wieś ma bogatą dokumentację archiwalną. W 1396 odnotowany został właściciel wsi Gniewomir z Goliny, brat Piechnika, a w 1415 wdowa po nim Kuna Gniewoszowa. W tym roku nastąpił podział dóbr pomiędzy Dziersławem, a jego siostrzeńcami, Janem Kowalem, Piechnikiem, Gniewomirem i Dziersławem dziedzicami z Goliny Wielkiej. Dziersław otrzymał po dwie części Goliny Wielkiej i Gierłachowa, zaś Jan z braćmi otrzymuje trzecie części Goliny Wielkiej i Gierłachowa oraz czwartą część Konarzewa. W 1434 odnotowana została transakcja Jana Golińskiego, który sprzedał Katarzynie z Boszkowa żonie Mikołaja część folwarku w Golinie Wielkiej za 25 grzywien. W latach 1421–1423 odnotowano we wsi sześciu kmieci, a w 1429 wspomniany został kmieć Mikołaj Gil, wraz z żoną Anną. W 1428 odnotowany został kmieć o imieniu Nikiel. W 1467 Wawrzyniec zwany Diak z Goliny Wielkiej zapisał żonie Dorocie po 80 grzywien posagu i wiana na połowie trzeciej części Goliny Wielkiej oraz na połowie folwarku we wsi. W 1477 Jan Goliński dał Michałowi Gierłachowskiemu z synami Maciejem i Janem 1,5 łana osiadłego w Konarzewie w zamian za 3,5 łana osiadłego w Golinie Wielkiej. W 1487 Dziersław Goliński zakupił od Doroty Szurkowskiej wdowie po Janie Żytowieckim jej części majątku odziedziczone po ojcu i matce w Szurkowie za 300 złotych węgierskich oraz zapisał jej 8 złotych węgierskich czynszu rocznego na swej części w Golinie Wielkiej. W 1498 dziedzic wsi Jan Goliński zwolniony został z obowiązku wyruszenia na wyprawę wojenną celem strzeżenia granic Wielkopolski przed ewentualnym atakiem.
W 1514 bracia Andrzej i Bartłomiej z Konarzewa koło Miejskiej Górki pozywali w sądzie ziemskim braci Jana, Wojciecha, Feliksa oraz Mikołaja Zawadzkiego z Goliny Wielkiej o rozgraniczenie Goliny Wielkiej, Gierłachowa oraz Konarzewa. Przy okazji zachował się opis granic między miejscowościami. Kopiec narożny na łące zwanej Klin w gaju dzielił Konarzewo oraz Gierłachowo. Dąb z naciosami traktowany jako znak graniczny, który stał na łące zwanej Kłopotne, dzielił te dziedziny. Granica przebiegała przez gaj, las oraz bór. Kolejny kopiec narożny dzielił dziedziny Łaszczyn, Konarzewo i Golina Wielka.
Wieś odnotowana została w historycznych spisach podatkowych. W 1530 miał miejsce pobór podatków z trzech łanów oraz trzy grosze z karczmy. W 1563 z części należącej do Marcina Zawadzkiego pobrano podatki z trzech łanów, karczmy dorocznej, wiatraka dorocznego, wiatraka dziedzicznego, a także od trzech rzemieślników oraz jednego komorników. Z części należącej do Golińskich pobrano natomiast należności z 10 i 3/4 łana, z karczmy dorocznej oraz od 13 komorników. W 1564 nie podano liczby łanów w części pana Zawadzkiego natomiast w części zmarłego Feliksa syna Dzierżka było 5 łanów. W 1566 odbył się pobór z części Melchiora Golińskiego – od 2 3/4 ł., 4 zagrodników, od jednego hultaja, dwóch komorników. Z części Dziersława Golińskiego pobrano natomiast z 3 łanów, od 3 zagrodników, 4 hultajów, a z części Stanisława Golińskiego od 2 łanów, wiatraka dziedzicznego, 3 zagrodników. W części dzieci zmarłego Pakosza pobór odbył się z 3 łanów, karczmy dorocznej, 3 zagrodników, dwóch komorników. Z części należącej do Marcina Zawadzkiego pobrano podatki z 3 łanów, karczmy, od dwóch wiatraków oraz od 4 zagrodników. W 1581 podatki pobrane zostały z części Stanisława Golińskiego – od 4 i 3/4 łana, od 6 zagrodników, 6 komorników, owczarza wypasającego od 30 owiec, dwóch kolonistów. W części Stanisława Pakosza Golińskiego pobrano podatki od 2,5 łana, od 6 zagrodników, 3 komorników, jednego komornika z bydłem, kolonisty, owczarza wypasającego 40 owiec oraz od dziedzicznego wiatraka. Z części Jerzego Korzboka Zawadzkiego pobór odbył się od 2,5 łana, od 7 komorników, dwóch kolonistów, rzemieślnika, od 30 owiec, dwóch wiatraków dziedzicznych. Z części Stanisława i Jana Golińskich oraz Wojciecha Drzewieckiego pobrano podatki z 3/4 łana, 7 zagrodników, trzech ubogich komorników, rzemieślnika, owczarza wypasającego 25 owiec oraz trzech kolonistów.
W wyniku II rozbioru Rzeczypospolitej w 1793, miejscowość przeszła w posiadanie Prus i jak cała Wielkopolska znalazła się w zaborze pruskim. W okresie Wielkiego Księstwa Poznańskiego (1815-1848) miejscowość wzmiankowana jako Golina należała do wsi większych w ówczesnym pruskim powiecie Kröben (krobskim) w rejencji poznańskiej. Golina należała do okręgu bojanowskiego tego powiatu i stanowiła odrębny majątek, którego właścicielem był wówczas (1846) Zastrow. Według spisu urzędowego z 1837 roku wieś liczyła 631 mieszkańców, którzy zamieszkiwali 95 dymów (domostw). W skład majątku Golina wchodziły wówczas także Pakówka (44 domy, 287 osób) oraz Dąbrówka Golina (10 domów, 88 osób).
W latach 1954–1958 wieś należała i była siedzibą władz gromady Golina Wielka, po jej zniesieniu w gromadzie Bojanowo. W latach 1975–1998 miejscowość administracyjnie należała do województwa leszczyńskiego.
W miejscowości znajduje się Szkoła Podstawowa im. Arkadego Fiedlera.

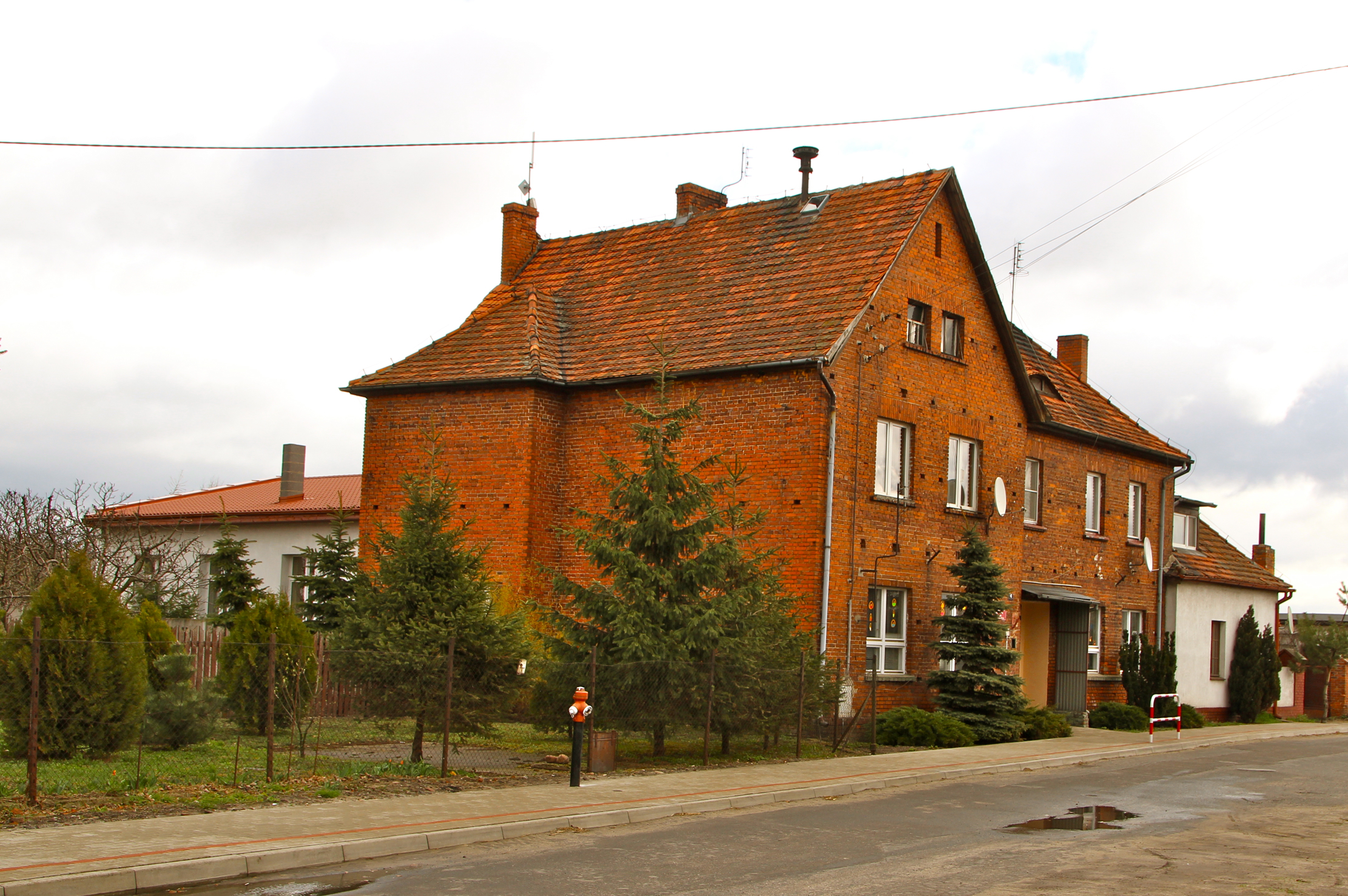
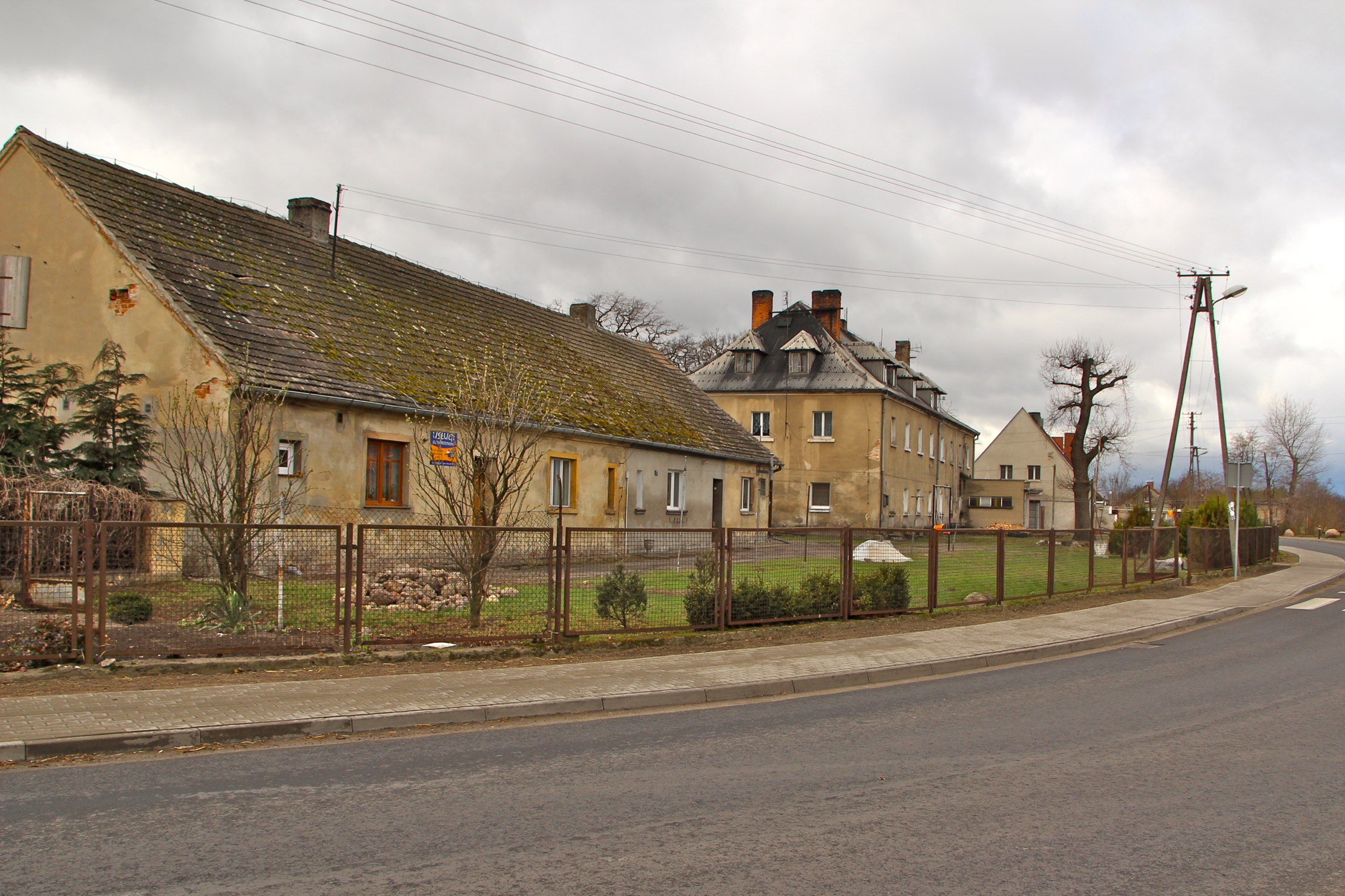
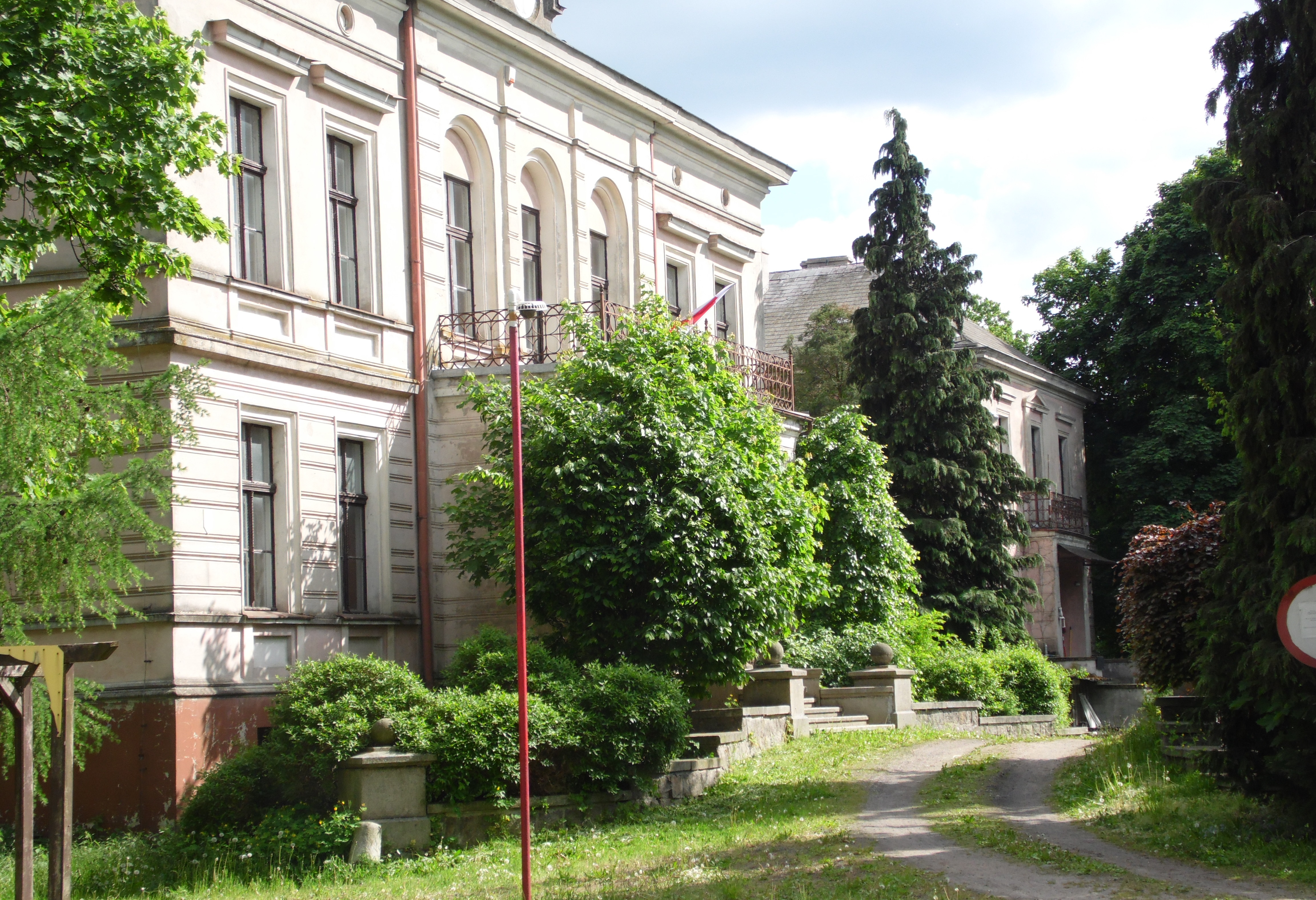
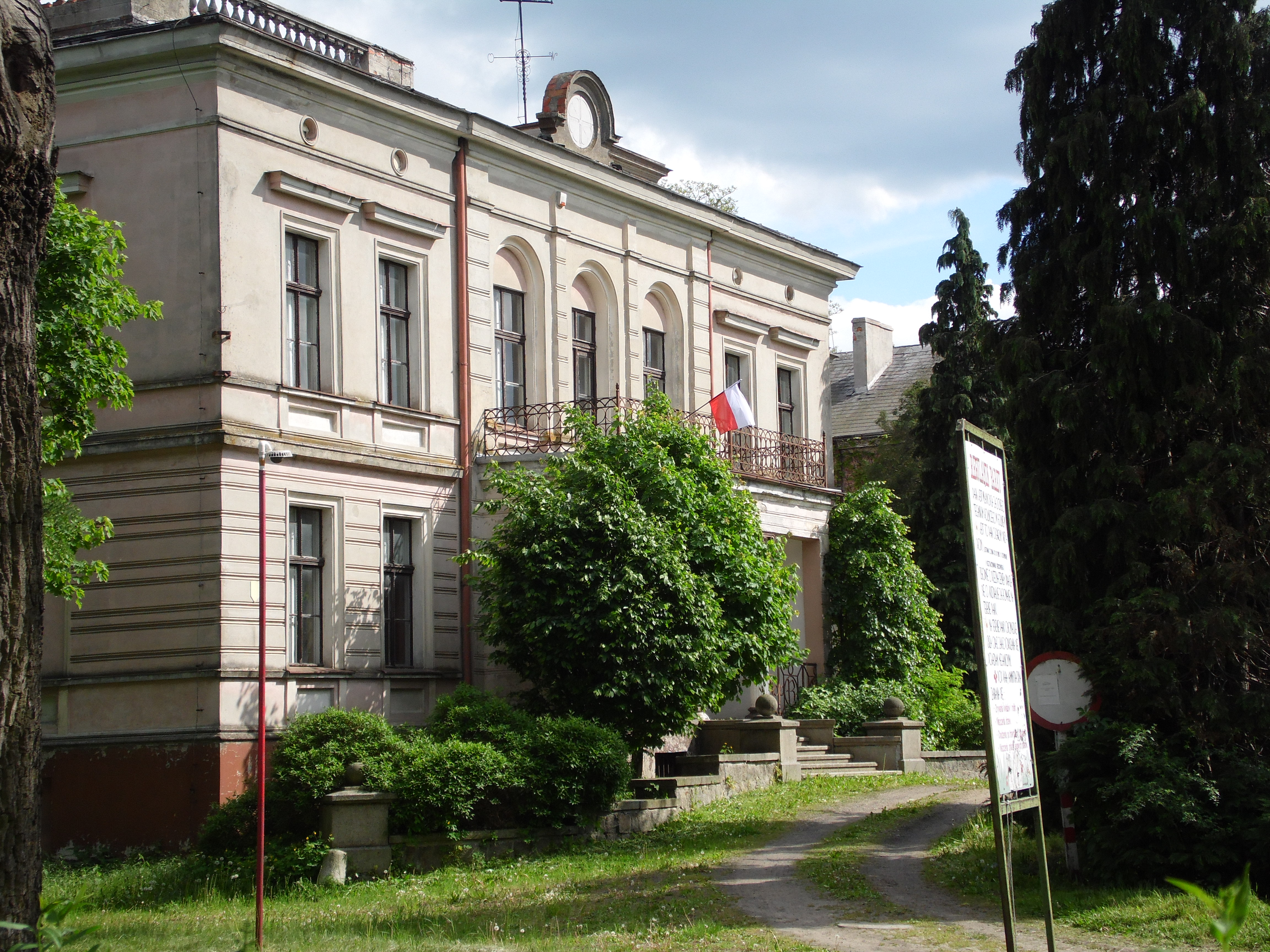
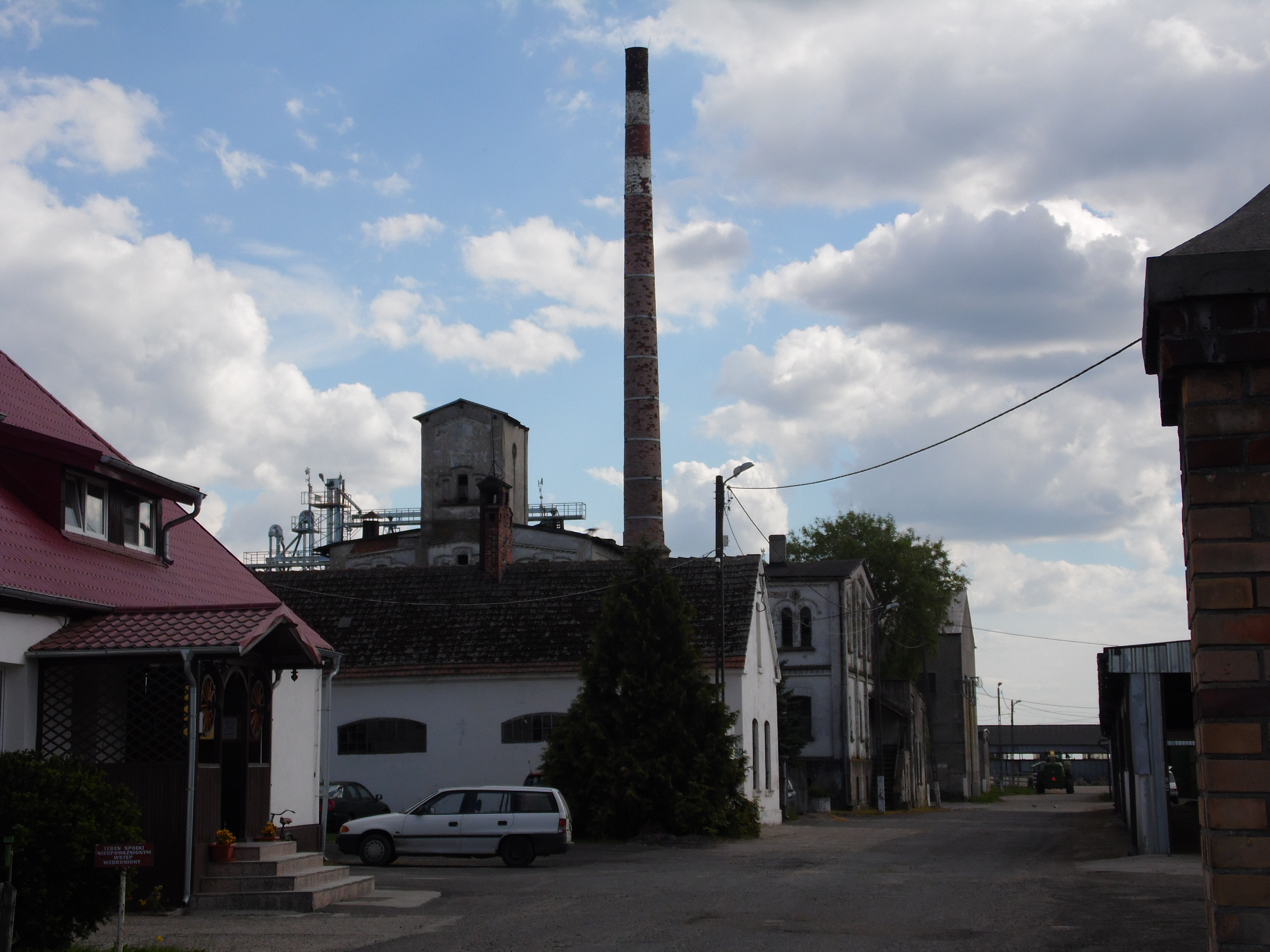